# Kraftwerk Warna
Das Kraftwerk Warna ist ein Wärmekraftwerk, das am nördlichen Ufer der Bucht von Warna, Oblast Warna, Bulgarien liegt. Die installierte Leistung des Kraftwerks lag nach Inbetriebnahme aller Blöcke bei 1260 MW. Das Kraftwerk ist im Besitz von SIGDA und wird auch von SIGDA betrieben.
Das Kraftwerk wurde Anfang 2015 vorübergehend stillgelegt, da es Umweltschutzauflagen der EU nicht einhalten konnte. Ursprünglich wurde es mit Kohle betrieben; die noch aktiven Blöcke sind auf Erdgas umgerüstet worden.

## Kraftwerksblöcke
Das Kraftwerk bestand aus sechs Blöcken, die von 1968 bis 1979 in Betrieb gingen. Die folgende Tabelle gibt einen Überblick:
| Block | Max. Leistung (MW) | Betriebsbeginn | Turbine | Generator   | Dampfkessel | Status                |
| ----- | ------------------ | -------------- | ------- | ----------- | ----------- | --------------------- |
| 1     | 210                | 1968           | LMS     | Electrosila | Taganrog    | stillgelegt           |
| 2     | 210                | 1968           | LMS     | Electrosila | Taganrog    | stillgelegt           |
| 3     | 210                | 1969           | LMS     | Electrosila | Taganrog    | stillgelegt           |
| 4     | 210                | 1977           | LMS     | Electrosila | Taganrog    | umgerüstet auf Erdgas |
| 5     | 210                | 1978           | LMS     | Electrosila | Taganrog    | umgerüstet auf Erdgas |
| 6     | 210                | 1979           | LMS     | Electrosila | Taganrog    | umgerüstet auf Erdgas |

Der neue Betreiber SIGDA ließ im September 2017 drei Blöcke endgültig stilllegen. Die restlichen 3 Blöcke sind auf Erdgas umgerüstet worden.

## Eigentümer
Der tschechische Konzern ČEZ erwarb das Kraftwerk 2006 für 206 Mio. € und verkaufte es im Oktober 2017 an das bulgarische Unternehmen SIGDA.